# Superchick
Superchick – amerykański zespół grający rock chrześcijański, założony w 1999 roku. Ich muzyka łączy wiele stylów takich jak punk, rock, rap i R&B.

## Historia
Zespół Superchick zadebiutował w 1999 roku na koncercie zespołu Audio Adrenaline przed pięcio tysięczną publicznością. Kontynuowali występy na żywo przez ten rok i stworzyli swój pierwszy album w 2000 roku. Album został ponownie wypuszczony na rynek po tym jak śpiewali dla wytwórni Inpop Records, oraz powstał ich oficjalny album: Karaoke Superstars. Od tamtej chwili, ich muzyka pojawiała się w kilku filmach i programach telewizyjnych, włączając do tego film Legalna Blondynka. Ich muzyka została dobrze przyjęta w nurcie muzyki chrześcijańskiej.
W 2005 roku, piosenka „Anthem” z albumu Beauty From Pain została wybrana na piosenkę tytułową w reality show MTV's Real World/Road Rules Challenge: The Gauntlet 2. W 2006 roku, w filmie wytwórni Columbia Picture pod tytułem Zoom: Akademia superbohaterów (Zoom) wystąpiła piosenka „It's On” również z albumu Beauty From Pain. Ta sama piosenka została użyta w 2007 roku w zwiastunie filmu „Nancy Drew – za kulisami”.
Również w 2006 roku, piosenka „We Live” została użyta jako tytułowa piosenka w serialu telewizji ABC „Brothers & Sisters”.
Ich piosenka „Stand in the Rain” była hitem nr 1 na Chrześcijańskiej liście przebojów Weekend 22 w październiku 2006.
Piosenka „Get Up” znalazła się na ścieżce dźwiękowej w filmie Księżniczka na lodzie.
Piosenka „One Girl Revolution” wystąpiła w filmie Kadet Kelly oraz w filmie Wakacje w słońcu.
Piosenka „Pure” została użyta w filmie programu Cartoon Network Re-Animated.
Wiosną 2007, odbyli tournée z punkowym zespołem Nevertheless.
W wakacje 2006, brali udział w corocznym koncercie Rock The Universe at Universal Studios w parku Orlando.

## Skład

### Aktualni członkowie
- Tricia Brock – wokal
- Melissa Brock – gitara rytmiczna, wokal
- Matt Dally – bas, wokal, Syntezator
- Dave Ghazarian – gitara prowadząca
- Brandon Estelle – perkusja

### Byli członkowie
- Brian Fitch – perkusja
- Justin Sharbono (gitara)
- Andy Vegas – Instrument perkusyjny
- Dave Clo – bas, gitara akustyczna (Gra teraz w zespole Tait)
- Ben Dally – perkusja

## Dyskografia
- Karaoke Superstars (2001)

1. BarlowGirl
2. Big Star Machine
3. Karaoke Superstars
4. Get Up
5. Not Done Yet
6. Super Trouper
7. TV Land
8. Help Me Out God
9. One Girl Revolution
10. Alright
11. Let It Be
12. Help Me Out God (Dropped Chevy Mix)
13. Alright (Respect to the Old Skool Mix)
14. One Girl Revolution (Mob-Action Mix)

- Last One Picked (2002)

1. High School
2. Real
3. One and Lonely
4. So Bright (Stand Up)
5. Hero
6. Na Na
7. Song 4 Tricia (Princes & Frogs)
8. Wonder (If She'll Get It)
9. I Belong to You
10. Rock Stars
11. We All Fall

- Regeneration (2003)

1. One Girl Revolution (Remix)
2. Get Up (Remix)
3. Me Against the World
4. Barlow Girls (Remix)
5. Stand Up (Remix)
6. I Belong to You (Remix)
7. Princes & Frogs (Remix)
8. One and Lonely (Remix)
9. Hero (Remix)

- Beauty From Pain/Beauty From Pain 1.1 (2005/2006)

1. Anthem
2. Pure
3. Bowling Ball
4. Stories (Down to the Bottom)
5. Wishes
6. Beauty From Pain
7. It's On
8. Suddenly
9. Courage
10. We Live

- Rock What You Got (2008)

1. Alive Prelude
2. Alive
3. Breathe
4. Crawl (Carry Me Through)
5. Cross The Line
6. Guitar Hero – Superchick – Dave Ghazarian
7. Hey, Hey
8. Hold
9. One More
10. Rock What You Got
11. So Beautiful
12. Stand In The Rain (Symphonic Mix)

- Reinvention (2010)

1. Cross The Line (Box Office Blockbuster Mix)
2. Rock What You Got (Fight Underdog Fight! Mix)
3. Let It Roll – Matt Dally with Superchick << NEW SONG!!
4. Karaoke Superstars (Shiny Car Advert Mix) – Superchick with Thumpmonks
5. Hey Hey (Vampires vs. Cheerleaders Mix)
6. One and Lonely (Chick Flick Mix)
7. Breathe (Don’t You Die On Me Mix)
8. Bowling Ball (Not That Into You Mix)
9. Pure (Brand New Day Mix)
10. Wishes (Teens Falling In/Out Of Love Mix)
11. Still Here
12. With You – Tricia Brock

- Recollection (2013)[1]

1. Mister DJ
2. Hope
3. Sunshine
4. 5 Minutes at a Time
5. This Is the Time
6. Rock What You Got [Fight Underdog Fight Mix]
7. Cross the Line [Blockbuster Mix]
8. Hey Hey
9. Stand in the Rain [Symphonic Mix]
10. Beauty from Pain
11. Pure
12. We Live
13. Hero” [Red Pill Mix]
14. Get Up” [Heelside Mix]
15. Barlow Girls
16. One Girl Revolution